# Syngonanthus wahlbergii
Syngonanthus wahlbergii är en gräsväxtart som först beskrevs av Johan Emanuel Wikström och Friedrich August Körnicke, och fick sitt nu gällande namn av Wilhelm Willy Otto Eugen Ruhland. Syngonanthus wahlbergii ingår i släktet Syngonanthus och familjen Eriocaulaceae.

## Underarter
Arten delas in i följande underarter:
- S. w. sinkabolensis
- S. w. wahlbergii